# ديانا أمفت
ديانا أمفت (بالألمانية: Diana Amft)‏ هي ممثلة ألمانية، ولدت في 7 نوفمبر 1975 بغوترسلوه في ألمانيا. من الجوائز التي نالتها جوائز جوبيتر ‏ سنة 2012 وجائزة جريم ‏ سنة 2009 والجائزة التلفزيونية البافارية ‏ سنة 2009 وجائزة رومي ‏.

## جوائز
- جوائز جوبيتر [الإنجليزية]‏ (2012)
- جائزة جريم [الإنجليزية]‏ (2009)
- الجائزة التلفزيونية البافارية [الإنجليزية]‏ (2009)
- جائزة رومي [الإنجليزية]‏

## وصلات خارجية
- ديانا أمفت على موقع IMDb (الإنجليزية)
- ديانا أمفت على موقع روتن توميتوز (الإنجليزية)
- ديانا أمفت على موقع مونزينجر (الألمانية)
- ديانا أمفت على موقع قاعدة بيانات الأفلام العربية
- ديانا أمفت على موقع ألو سيني (الفرنسية)
- ديانا أمفت على موقع ميوزك برينز (الإنجليزية)
- ديانا أمفت على موقع أول موفي (الإنجليزية)
- ديانا أمفت على موقع ديسكوغز (الإنجليزية)
- ديانا أمفت على موقع قاعدة بيانات الفيلم (الإنجليزية)
- ديانا أمفت على موقع ليتربوكسد (الإنجليزية)